# Triosteum
- Commons
- Wikispecies

 Triosteum  L. é um gênero botânico pertencente a família das Caprifoliaceae. Também conhecido como Cavalo Genciano.

## Espécies
| - Triosteum angustifolium - Triosteum aurantiacum - Triosteum connatum - Triosteum emodorum - Triosteum erythrocarpum - Triosteum fargesii - Triosteum himalayanum - Triosteum hirsutum - Triosteum hispidum - Triosteum illinoense - Triosteum intermedium - Triosteum levigatum | - Triosteum majus - Triosteum maruyamae - Triosteum minus - Triosteum molle - Triosteum obovatum - Triosteum perfoliatum - Triosteum pinnatifidum - Triosteum pumilum - Triosteum rosthornii - Triosteum sinuatum - Triosteum triflorum - Triosteum villosum |

- Lista completa

## Classificação do gênero
| Sistema | Classificação                      | Referência               |
| ------- | ---------------------------------- | ------------------------ |
| Linné   | Classe Pentandria, ordem Monogynia | Species plantarum (1753) |